# Per aspera ad astra

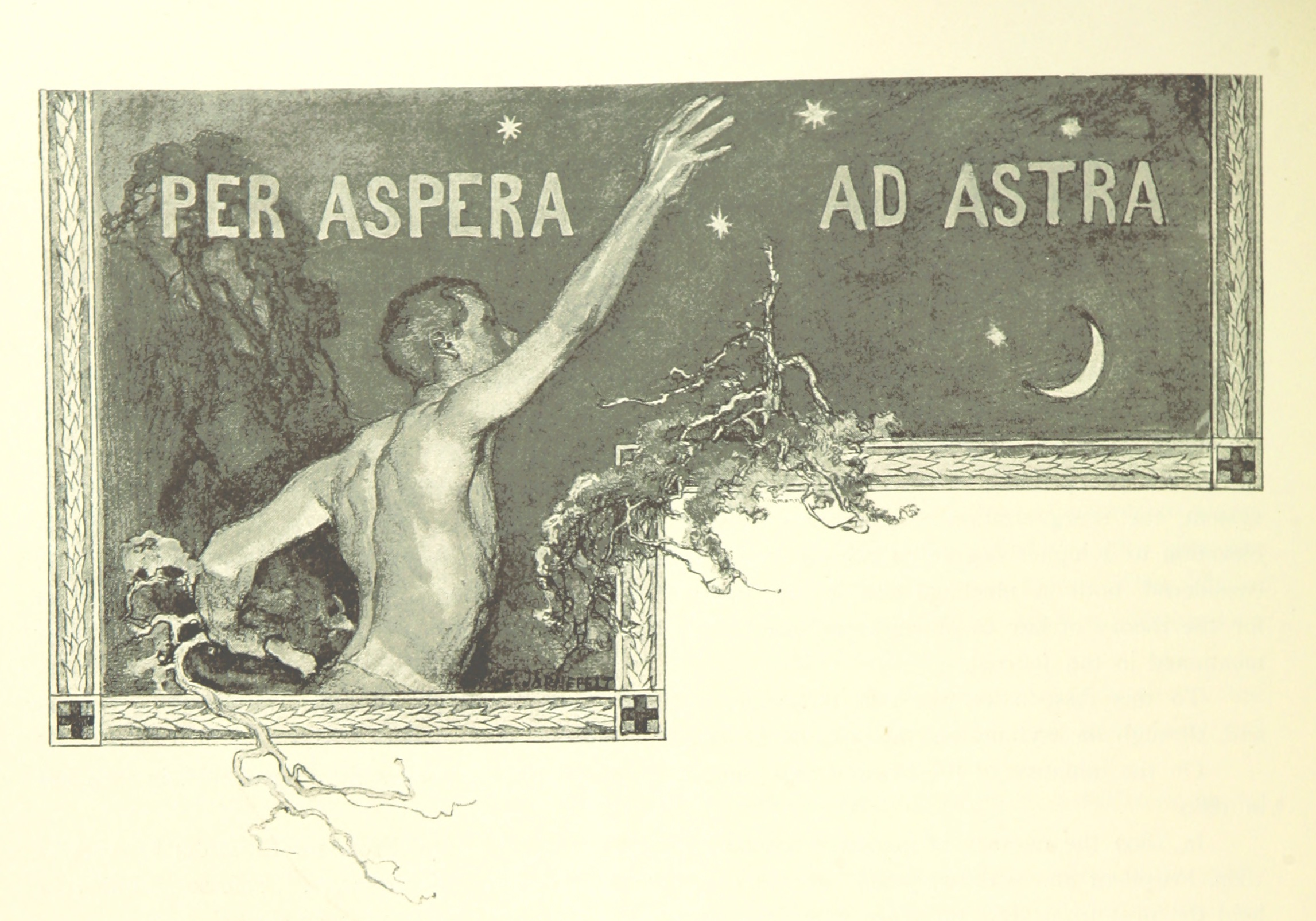
“Per aspera ad astra”， 19 世纪芬兰，1894 年

 （或 ）是一个流行的拉丁语谚语，意思是“循此苦旅，以达星辰”或“颠簸路途 终抵繁星”。通俗来讲就是：通过自己的努力，达成最后的目标。该短语中的也是著名拉丁语谚语之一，意思是“达到星辰”。

## 用途
各种组织和团体都使用这种表达方式及其变体。比如伊隆·马斯克所创办的学校，就以「ad astra」命名。堪萨斯州亦以此句作为格言。